# Ogataea pignaliae
Ogataea pignaliae är en svampart som beskrevs av Péter, Tornai-Leh. & Dlauchy 2010. Ogataea pignaliae ingår i släktet Ogataea och familjen Pichiaceae. Inga underarter finns listade i Catalogue of Life.